# Thereva macularis
Thereva macularis är en tvåvingeart som först beskrevs av Christian Rudolph Wilhelm Wiedemann 1828.  Thereva macularis ingår i släktet Thereva och familjen stilettflugor. Inga underarter finns listade i Catalogue of Life.